# Кураковщина

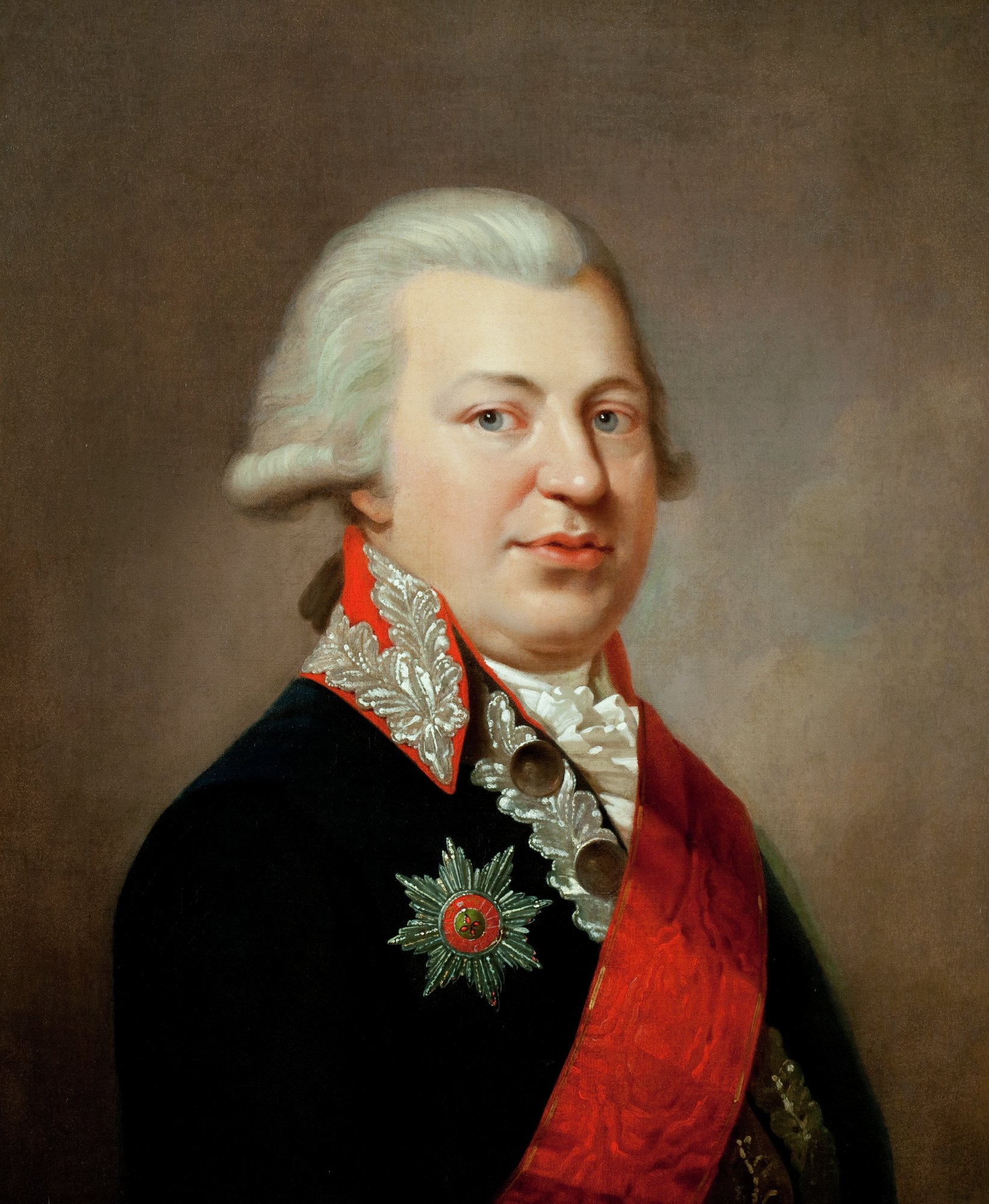
Кн. С. Б. Куракин

Кура́ковщина — большая часть Приимковской волости Ростовского уезда Ярославской губернии, принадлежавшая князьям Куракиным.
В Кураковщину входили сёла Семибраты-Макарово и Гвоздево, деревни Семёновское, Исады, Ломы, Кладовицы и Никольское, ныне относящиеся к Ростовскому району Ярославской области. Выделялась своим благоденствием, основание которому положил князь Степан Борисович Куракин (1754—1805), который составил для своих вотчин устав, ограждавший их от произвола местных властей и вверявший управление ими выборным от крестьян.